# Lepidonotus glaucus
Lepidonotus glaucus är en ringmaskart som först beskrevs av Peters 1855.  Lepidonotus glaucus ingår i släktet Lepidonotus och familjen Polynoidae. Inga underarter finns listade i Catalogue of Life.